# Gran Basar

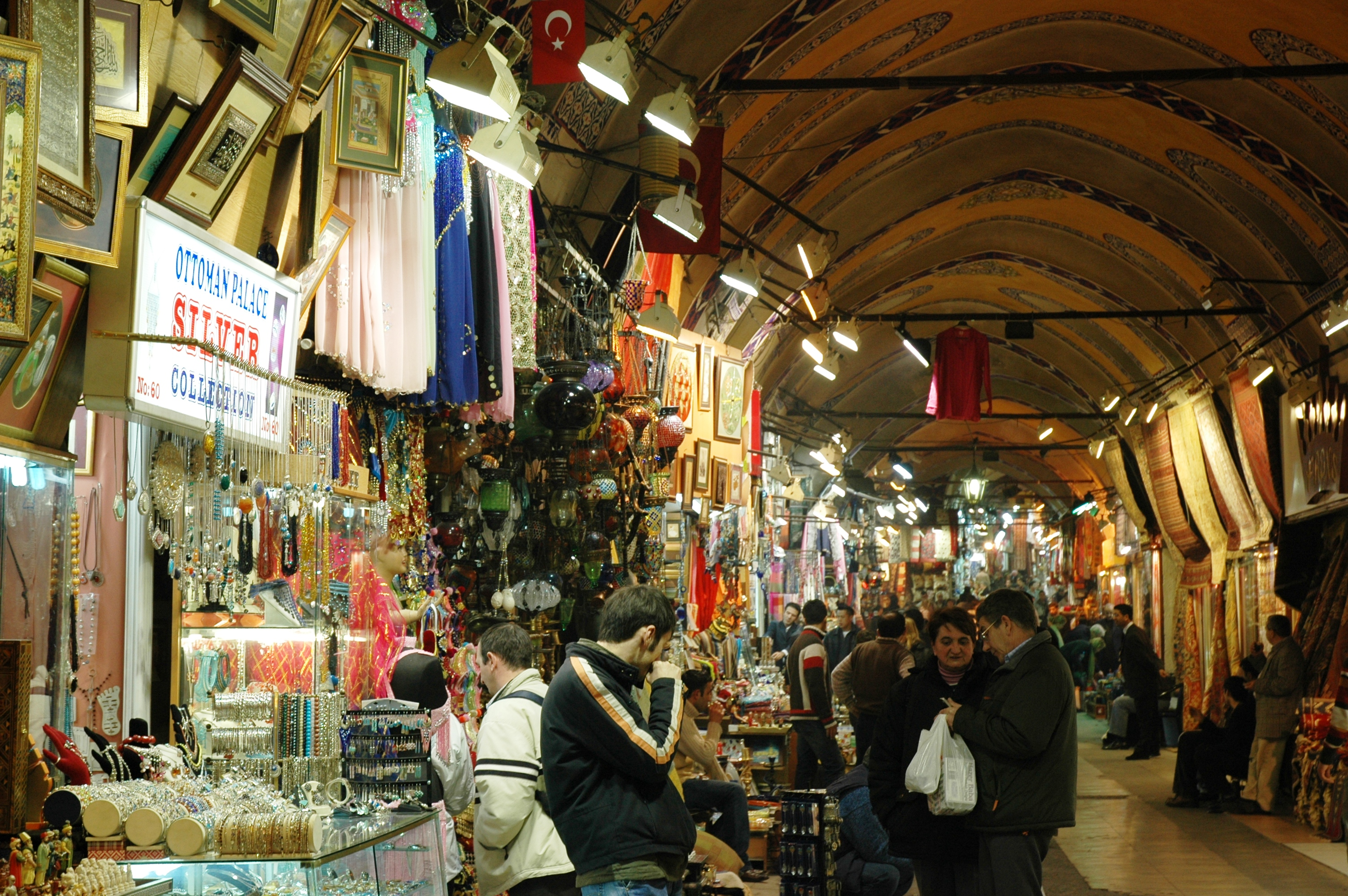
Un dels carrers centrals del Gran Basar

El Gran Basar (en turc kapalıçarşı, 'basar cobert') a Istanbul és un dels basars més grans del món amb més de 58 carrers, 4.000 botigues i entre 250.000 i 400.000 visitants diaris. És conegut per la seva joieria, orfebreria, botigues d'espècies i de catifes. Moltes de les botigues del basar estan agrupades pel seu tipus de mercaderia, amb àrees per als abrics de pell i la joieria d'or per exemple.
Amb 30.700 m², el gran basar és una petita ciutat. Segons un sondeig que es va fer el 1880, el basar tenia 4.399 botigues, 2.195 tallers, 497 telers, 12 magatzems, 18 fonts, 12 mesquites petites, també una mesquita gran, una escola primària i una tomba. Sembla que el nombre d'establiments comercials és més o menys igual avui, però es va afegir mitja dotzena de restaurants, moltes cafeteries, dos bancs, els serveis i un centre d'informació.
El basar sembla un laberint però en realitat té gairebé un disseny ortogonal sobretot al centre. El nom dels carrers correspon als articles que s'hi venen a les botigues. S'hi pot trobar des de peces de museu fins a peces barates de tipus modern, passant pels articles típicament turístics. Gairebé tots els venedors parlen diverses llengües i no hi ha cap problema de comunicació.

## Història

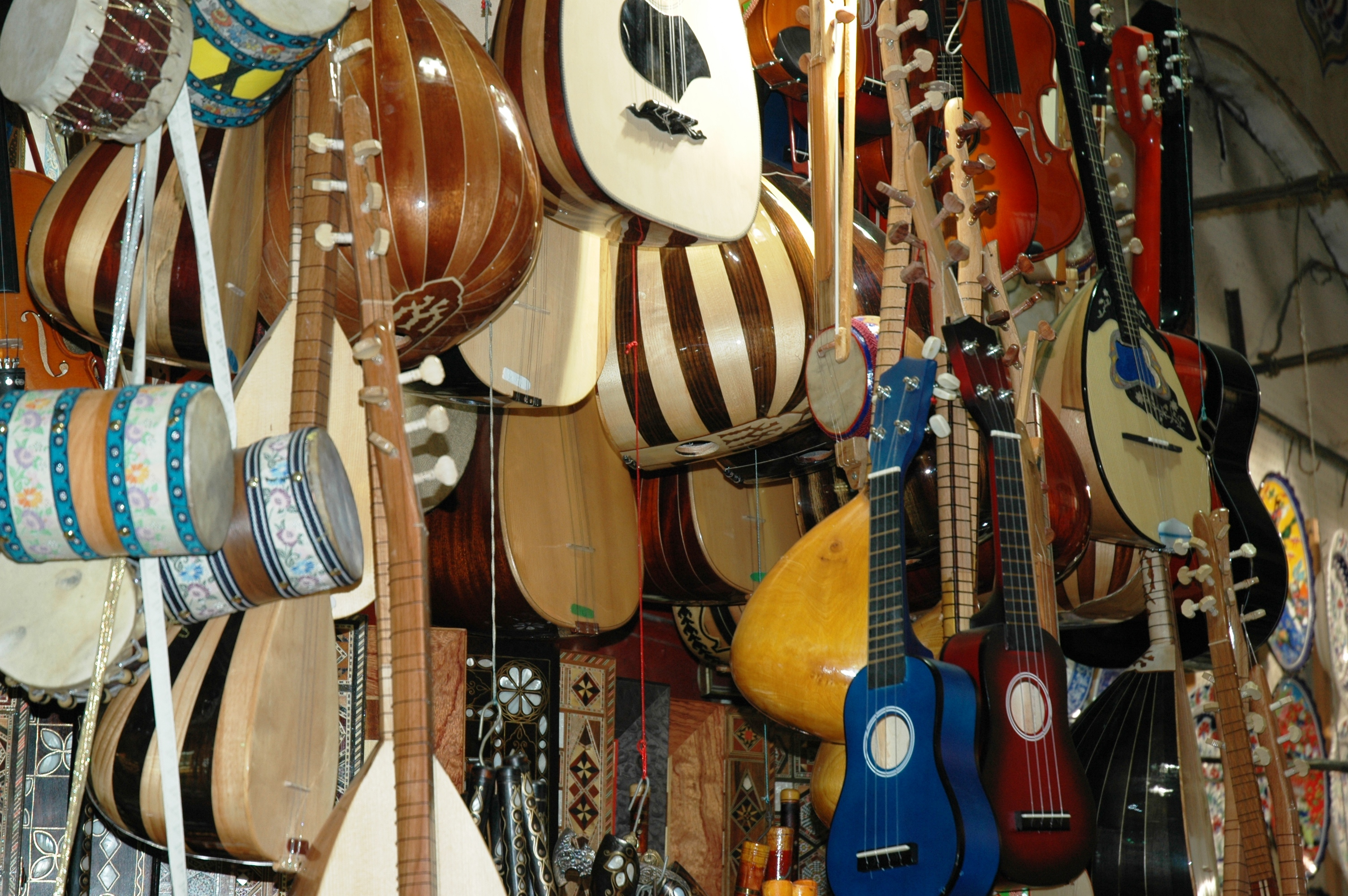
Botiga d'instruments de corda

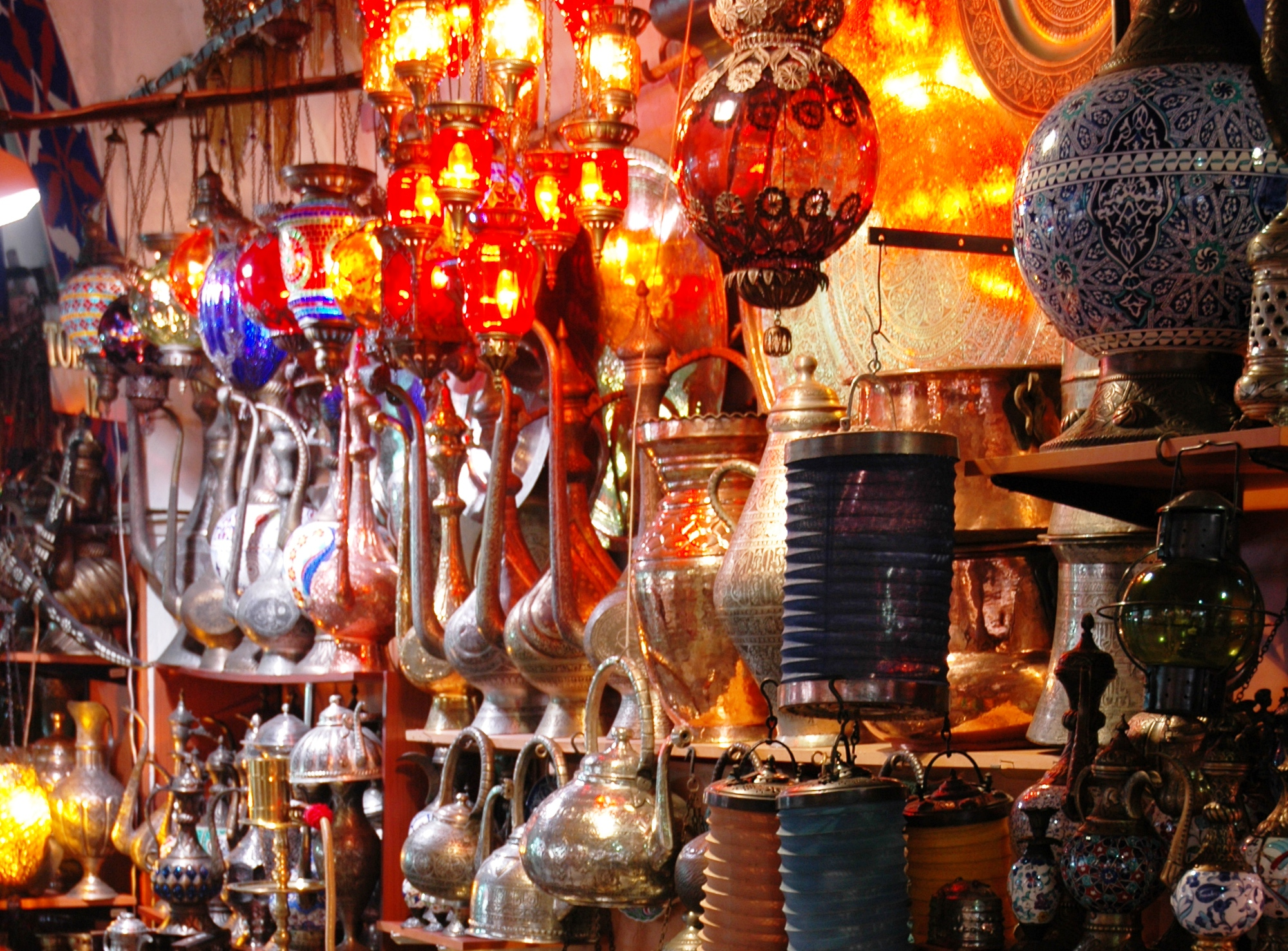
Color

En temps de l'Imperi Romà d'Orient sembla que hi va haver un petit basar anomenat Ic Bedesten. El primer conegut va ser construït el 1464 per ordre de Mehmet II. Va ser considerablement engrandit per Solimà I el Magnífic. El 1864 va ser reconstruït majoritàriament després d'un terratrèmol. Després de ser destruït moltes vegades per incendis, al final va ser renovat segons els plànols originals de l'època de Mehmet II l'any 1954.